# Šitórjú šúkókai
Šitórjú šúkókai (修交会 shūkōkai) je styl karate, vytvořený Čódžiró Tanim (谷 長治郎) v druhé polovině 40. let 20. století a nadále propracovaný jeho studenty Harujošim Jamadou (山田 治義) a Šigeru Kimurou.

## Historie
Čódžiró Tani (谷 長治郎 Tani Čódžiró) se narodil roku 1921, a začal svůj oficiální karate trénink pod dohledem Čódžuna Mijagiho, zakladatelem stylu Gódžú-rjú, zatímco studoval na Univerzitě Dóšiša (Doshisha University, 同志社大学) v Kjótu. Po pár měsících studia se Čódžun Mijagi vrátil na Okinawu a zakladatel Šitórjú, Kenwa Mabuni (摩文仁 賢和) převzal výuku. Po dokončení vzdělávání na univerzitě se začal mistr Tani věnovat studiu šuri-te (首里手, okinawsky: Suidii) a šitórjú pod Mabuniho dohledem. Po mnoha letech tréninku získal Tani od Mabuniho certifikát nástupnictví a stal se hlavou šitórjú, čímž získal možnost používat jméno Tani-ha Šitórjú (谷派糸東流).
Čódžiró Tani začal s výukou stylu šúkókai (znamenající: Cesta pro všechny) ve městě Kóbe v Japansku v roce 1946. Styl šúkókai byl navržen za studia mechanik těla a je to dynamický styl díky svým vysokým postojům. Je také známý díky využívání pohybů pánve pro posílení síly úderů a patří tak k druhům karate s nejsilnější impaktní energií úderů.
Taniho nejpokročilejší student, sensei Šigeru Kimura, opustil roku 1965 Japonsko aby rozšířil výuku stylu šúkókai do Afriky. Tím rozvinul styl ještě dále a posílil tak různé techniky a formy. On sám byl považován za experta stylu šúkókai. S výukou pokračoval i  během svých cest Evropou, než se následně usadil ve Spojených státech amerických v roce 1970 ve věku 29 let. Sensei Kimura zemřel na infarkt ve věku 54 let. Tani zemřel 11. ledna 1998.

## Stupně technické vyspělosti
Bílý pás (10 kjú) je udělen začínajícím studentům, kteří dále pokračují přes studentské stupně až k  hnědému pásu (1 kjú). Následně získávají pás černý (dan, 段). Některé asociace šúkókai karate povolují udělení černého pásu na zkoušku (šodan-ho) před tím, než je udělen regulérní černý pás.
| Stupně technické vyspělosti šúkókai karate |
| Černý (Dan, 段)                            |
| Hnědý (3, 2 a 1 kjú, 級)                   |
| Fialový (4 kjú, 級)                        |
| Modrý (5 kjú)                              |
| Zelený (6 kjú)                             |
| Oranžový (7 kjú)                           |
| Žlutý (8 kjú)                              |
| Bilý (9 kjú)                               |

## Organizace šúkókai
Šúkókai se za desetiletí rozvinula do několika nezávislých organizací po celém světě:
- Šitórjú šúkókai Union Po smrti sensei Taniho v roce 1998 byl do čela zvolen Harujoši Jamada. Studiem šúkókai započal v roce 1956 a byl nejpokročilejším a přímým následníkem Senseie Taniho. Je jedním z nejvyšších představitelů Japan Karate Federation (JKF) a je také zapojen v Japonské Olympijské komisi (Japanese Olympic Committee).
- Kimura šúkókai se vyvinula ze školy šúkókai kterou založil sensei Kimura v Hackensacku, New Jersey, USA.[6][7] Po Kimurově smrti v roce 1995 byla založena tato organizace aby rozšiřovala povědomí o učení Senseie Kimury. V čele organizace stojí jeho nejpokročilejší studenti Eddie Daniels, předseda Shukokai Karate Federation, Bill Bressaw, předseda American Shukokai Karate Union, Chris Thompson a Lionel Marinus z Jižní Afriky.
- Sankúkai (三空会), Založen roku 1971 v Paříži Jošinaem Nanbu, studentem Čódžiró Taniho. Jošinao Nanbu opustil nakonec styl Sankúkai aby vytvořil styl Nanbudó (南武道) v roce 1978. Sankúkai je momentálně vyučován v několika národních organizacích po celém světě.[zdroj⁠?!]
- Kawata-ha Seikúkai Karate (河田派正空会空手) Založena v Kawaniši (川西), prefektura Hyógo, v Japonsku po smrti Čódžiró Taniho v roce 1998 Senseiem Šigemasou Kawata (河田 重正), který byl jedním z nejpokročilejších studentů senseie Taniho.[8][9]